# Ranheim Fotball 2013
Questa voce raccoglie le informazioni riguardanti il Ranheim Fotball nelle competizioni ufficiali della stagione 2013.

## Stagione
La stagione cominciò con l'avvicendamento in panchina tra il vecchio allenatore, Aasmund Bjørkan, e il nuovo, Trond Nordsteien. Il Ranheim chiuse la stagione al 4º posto in classifica, raggiungendo così un piazzamento valido per partecipare alle qualificazioni all'Eliteserien: nella finale delle stesse, però, fu eliminato dal Sarpsborg 08. L'avventura nella Coppa di Norvegia 2013 si chiuse invece al quarto turno, quando la squadra subì la sconfitta da parte del Molde. Il calciatore più utilizzato in stagione fu Thomas Rønning, con 38 presenze (30 in campionato, 4 in coppa e 4 nelle qualificazioni all'Eliteserien), mentre Jo Sondre Aas fu il miglior marcatore con 24 reti (18 in campionato e 6 in coppa).

## Maglie e sponsor
Lo sponsor tecnico per la stagione 2013 fu Umbro, mentre lo sponsor ufficiale fu DnB. La divisa casalinga era totalmente blu. Quella da trasferta era invece completamente bianca.
| Casa | Trasferta |

## Rosa
| N. |                     | Ruolo | Calciatore             |
| -- | ------------------- | ----- | ---------------------- |
| 1  | Norvegia (bandiera) | P     | Even Barli             |
| 2  | Norvegia (bandiera) | D     | Jørgen Olsen Øveraas   |
| 3  | Norvegia (bandiera) | D     | Christian Rismark      |
| 4  | Norvegia (bandiera) | D     | Karl Morten Eek        |
| 5  | Norvegia (bandiera) | D     | Eirik Holmvik Malmo    |
| 6  | Norvegia (bandiera) | C     | Magnus Blakstad        |
| 7  | Norvegia (bandiera) | C     | Mads Reginiussen       |
| 8  | Norvegia (bandiera) | D     | Ole Kristian Kråkmo    |
| 9  | Norvegia (bandiera) | A     | Daniel Krogstad        |
| 10 | Norvegia (bandiera) | A     | Jo Sondre Aas          |
| 11 | Norvegia (bandiera) | A     | Bendik Bye             |
| 14 | Norvegia (bandiera) | C     | Thomas Rønning         |
| 15 | Norvegia (bandiera) | D     | Mikal Haugen Bjørnstad |

| N. |                     | Ruolo | Calciatore              |
| -- | ------------------- | ----- | ----------------------- |
| 16 | Norvegia (bandiera) | C     | Kristoffer Løkberg      |
| 17 | Norvegia (bandiera) | C     | Ivan Neeraas            |
| 17 | Norvegia (bandiera) | C     | Robert Hopen            |
| 19 | Norvegia (bandiera) | C     | Christian Reginiussen   |
| 20 | Norvegia (bandiera) | A     | Kim Ove Riksvold        |
| 21 | Norvegia (bandiera) | C     | Michael Stilson         |
| 22 | Norvegia (bandiera) | A     | Michael Karlsen         |
| 23 | Norvegia (bandiera) | C     | Gjermund Åsen           |
| 24 | Norvegia (bandiera) | D     | Erlend Fornes Gundersen |
| 25 | Norvegia (bandiera) | D     | Are Tronseth            |
| 26 | Norvegia (bandiera) | C     | Daniel Serussi          |
| 27 | Norvegia (bandiera) | C     | Alen Hurtic             |
| 28 | Norvegia (bandiera) | P     | Erik Sivertsen          |

## Calciomercato

### Sessione invernale(dal 01/01 al 31/03)
| Acquisti | Acquisti               | Acquisti   | Acquisti   |
| R.       | Nome                   | da         | Modalità   |
| -------- | ---------------------- | ---------- | ---------- |
| P        | Erik Sivertsen         | Nardo      | definitivo |
| D        | Mikal Haugen Bjørnstad | Rosenborg  | definitivo |
| D        | Karl Morten Eek        |            | svincolato |
| D        | Jørgen Olsen Øveraas   | Nardo      | definitivo |
| D        | Christian Rismark      | Nardo      | definitivo |
| C        | Magnus Blakstad        |            | svincolato |
| A        | Jo Sondre Aas          | Sandefjord | definitivo |

| Cessioni | Cessioni           | Cessioni        | Cessioni      |
| R.       | Nome               | a               | Modalità      |
| -------- | ------------------ | --------------- | ------------- |
| P        | Bjørn Muller       |                 | ritiro        |
| D        | Christoffer Aasbak | Rosenborg       | fine prestito |
| D        | Brede Moe          | Rosenborg       | definitivo    |
| D        | Ivar Sandvik       | Stjørdals-Blink | definitivo    |
| D        | Kristian Sørli     | Strindheim      | definitivo    |
| C        | Fredrik Lund       | Rosenborg       | definitivo    |
| C        | Osei Oviasu        | Stjørdals-Blink | definitivo    |
| C        | Fredrik Midtsjø    | Rosenborg       | fine prestito |
| A        | Emeh Izuchukwu     | Elverum         | definitivo    |

### Sessione estiva(dal 15/07 al 10/08)
| Acquisti | Acquisti              | Acquisti | Acquisti   |
| R.       | Nome                  | da       | Modalità   |
| -------- | --------------------- | -------- | ---------- |
| C        | Christian Reginiussen | Alta     | definitivo |

| Cessioni | Cessioni               | Cessioni   | Cessioni |
| R.       | Nome                   | a          | Modalità |
| -------- | ---------------------- | ---------- | -------- |
| D        | Mikal Haugen Bjørnstad | Strindheim | prestito |
| A        | Kim Ove Riksvold       | Byåsen     | prestito |

## Risultati

### 1. divisjon

#### Girone di andata
| Arbitro: | Rafiq |

|                      |           |            |
| Stilson 50’ Åsen 71’ | Marcatori | 25’ Avalos |

| Arbitro: | Øvrebø (Oslo) |

|                |           |                              |
| Dos Santos 69’ | Marcatori | 20’, 71’ Reginiussen 22’ Aas |

| Trondheim 21 aprile 2013, ore 18:00 3ª giornata | Ranheim | 0 – 0 referto | Bryne | DnB Arena (540 spett.)\| Arbitro: \| Moen \| |
| Arbitro:                                        | Moen    |               |       |                                              |

| Arbitro: | Eskås |

|  |           |          |
|  | Marcatori | 63’ Åsen |

| Arbitro: | Ahlsen |

|  |           |                 |
|  | Marcatori | 88’ Ingebretsen |

| Arbitro: | Steen |

|               |           |                                                         |
| Izuchukwu 13’ | Marcatori | 48’ Reginiussen 65’ Rønning 75’ (rig.) Aas 85’ Krogstad |

| Arbitro: | Kringstad |

|                                 |           |  |
| Aas 28’ (rig.), 53’ (rig.), 86’ | Marcatori |  |

| Arbitro: | Staberg (Harstad) |

|                                       |           |                              |
| Tronseth 15’ (aut.) Latifu 39’ (rig.) | Marcatori | 19’ Blakstad 58’ Aas 85’ Bye |

| Arbitro: | Ahlsen |

|                            |           |                                  |
| Myklebust 44’ Shindika 80’ | Marcatori | 17’ Blakstad 63’ (rig.), 73’ Aas |

| Arbitro: | Lundby |

|                 |           |  |
| Reginiussen 85’ | Marcatori |  |

| Bærum 9 giugno 2013, ore 18:00 11ª giornata                                              | Stabæk    | 4 – 1 referto | Ranheim | Nadderud Stadion |
| \| \| \| \| \| Brustad 17’ Sortevik 28’ Boli 63’ Trondsen 81’ \| Marcatori \| 69’ Aas \| |           |               |         |                  |
|                                                                                          |           |               |         |                  |
| Brustad 17’ Sortevik 28’ Boli 63’ Trondsen 81’                                           | Marcatori | 69’ Aas       |         |                  |

| Arbitro: | Gya |

|  |           |                                  |
|  | Marcatori | 2’ Asani 14’ Gundersen 51’ Tønne |

| Arbitro: | Steen |

|             |           |  |
| Rødsand 66’ | Marcatori |  |

| Arbitro: | Toppe |

|  |           |                           |
|  | Marcatori | 37’ Ndiaye 82’ V. Braaten |

| Arbitro: | Ahlsen |

|  |           |                      |
|  | Marcatori | 35’ Bye 89’ Krogstad |

#### Girone di ritorno
| Arbitro: | Lundby |

|                    |           |                        |
| Rønning 9’ Aas 70’ | Marcatori | 16’ Ouhadou 83’ Brekke |

| Arbitro: | Hansen |

|                                   |           |          |
| Urstad 37’ Tveita 63’ Khalili 90’ | Marcatori | 49’ Åsen |

| Arbitro: | Ahlsen |

|                                                  |           |               |
| Tronseth 3’ Åsen 31’ Aas 34’, 80’ (rig.) Bye 90’ | Marcatori | 70’ Myklebust |

| Nedre Eiker 18 agosto 2013, ore 18:00 19ª giornata | Mjøndalen | 0 – 0 referto | Ranheim | Mjøndalen Stadion (885 spett.)\| Arbitro: \| Moen \| |
| Arbitro:                                           | Moen      |               |         |                                                      |

| Arbitro: | Steen |

|                  |           |  |
| Aas 23’ Åsen 68’ | Marcatori |  |

| Arbitro: | Steen |

|                        |           |  |
| Myhre 36’ Kapidzic 76’ | Marcatori |  |

| Arbitro: | Tennøy |

|          |           |              |
| Åsen 85’ | Marcatori | 53’ Kalludra |

| Arbitro: | Moen |

|              |           |              |
| Krogstad 69’ | Marcatori | 88’ Andersen |

| Arbitro: | Lundby |

|              |           |              |
| Shaswari 44’ | Marcatori | 69’ Blakstad |

| Arbitro: | Kringstad |

|                                                     |           |  |
| Rismark 25’ Aas 37’ (rig.), 57’ Krogstad 87’ (rig.) | Marcatori |  |

| Arbitro: | Hansen |

|                                                      |           |              |
| Tokstad 5’ Ramsland 12’ Strømnes 21’ Moen Hansen 40’ | Marcatori | 75’ Krogstad |

| Arbitro: | Hagenes |

|  |           |                     |
|  | Marcatori | 19’ Aas 77’ Rønning |

| Arbitro: | Hansen |

|              |           |                                    |
| Blakstad 90’ | Marcatori | 13’ Strand 17’ Gulliksen 22’ Dieng |

| Arbitro: | Gjermshus |

|         |           |            |
| Aas 18’ | Marcatori | 69’ Granli |

| Arbitro: | Steen |

|               |           |                                                             |
| Gundersen 90’ | Marcatori | 24’ Åsen 44’ M. Reginiussen 50’ Karlsen 67’ (aut.) Sjølstad |

#### Qualificazioni all'Eliteserien
| Arbitro: | Eskås |

|                     |           |  |
| Eek 45’ Løkberg 86’ | Marcatori |  |

| Arbitro: | Rafiq |

|                |           |                                         |
| Eek 71’ (aut.) | Marcatori | 8’ Rønning 31’ Eek 68’ Aas 75’ Krogstad |

| Arbitro: | Hagen (Grue) |

|            |           |  |
| Samuel 45’ | Marcatori |  |

| Trondheim 16 novembre 2013, ore 12:00 Finale - Ritorno | Ranheim   | 0 – 2 referto        | Sarpsborg 08 | DnB Arena (1.085 spett.) |
| \| \| \| \| \| \| Marcatori \| 35’, 59’ Elyounoussi \| |           |                      |              |                          |
|                                                        |           |                      |              |                          |
|                                                        | Marcatori | 35’, 59’ Elyounoussi |              |                          |

### Coppa di Norvegia
| Arbitro: | Hafsås (Trondheim) |

|  |           |         |
|  | Marcatori | 71’ Aas |

| Arbitro: | Hafsås (Trondheim) |

|                            |           |                                                 |
| Unhjem 8’, 43’ Snekvik 79’ | Marcatori | 4’ Aas 55’ Krogstad 68’ Rønning 90’ (rig.) Åsen |

| Arbitro: | Staberg (Harstad) |

|                                  |           |                           |
| Krogstad 17’ Aas 28’, 113’, 117’ | Marcatori | 21’ James 77’ Martinussen |

| Arbitro: | Johnsen (Tønsberg) |

|                                                                        |           |  |
| Agnaldo 5’ Gatt 17’ Simonsen 27’ Øveraas 49’ (aut.) Ekpo 50’ Chima 80’ | Marcatori |  |

## Statistiche

### Statistiche di squadra
| Competizione          | Punti | In casa | In casa | In casa | In casa | In casa | In casa | In trasferta | In trasferta | In trasferta | In trasferta | In trasferta | In trasferta | Totale | Totale | Totale | Totale | Totale | Totale | DR  |
| Competizione          | Punti | G       | V       | N       | P       | Gf      | Gs      | G            | V            | N            | P            | Gf           | Gs           | G      | V      | N      | P      | Gf     | Gs     | DR  |
| --------------------- | ----- | ------- | ------- | ------- | ------- | ------- | ------- | ------------ | ------------ | ------------ | ------------ | ------------ | ------------ | ------ | ------ | ------ | ------ | ------ | ------ | --- |
| 1. divisjon           | 49    | 15      | 6       | 5       | 4       | 23      | 16      | 15           | 8            | 2            | 5            | 26           | 22           | 30     | 14     | 7      | 9      | 49     | 38     | +11 |
| Qual. all'Eliteserien | -     | 2       | 1       | 0       | 1       | 2       | 2       | 2            | 1            | 0            | 1            | 4            | 2            | 4      | 2      | 0      | 2      | 6      | 4      | +2  |
| Coppa di Norvegia     | -     | 1       | 1       | 0       | 0       | 4       | 2       | 3            | 2            | 0            | 1            | 5            | 9            | 4      | 3      | 0      | 1      | 9      | 11     | -2  |
| Totale                | -     | 18      | 8       | 5       | 5       | 29      | 20      | 20           | 11           | 2            | 7            | 35           | 33           | 38     | 19     | 7      | 12     | 64     | 53     | +11 |

### Statistiche dei giocatori
| Giocatore      | 1. divisjon | 1. divisjon | 1. divisjon | 1. divisjon | Coppa di Norvegia | Coppa di Norvegia | Coppa di Norvegia | Coppa di Norvegia | Coppe europee | Coppe europee | Coppe europee | Coppe europee | Qual. all'Eliteserien | Qual. all'Eliteserien | Qual. all'Eliteserien | Qual. all'Eliteserien | Totale   | Totale | Totale      | Totale     |
| Giocatore      | Presenze    | Reti        | Ammonizioni | Espulsioni  | Presenze          | Reti              | Ammonizioni       | Espulsioni        | Presenze      | Reti          | Ammonizioni   | Espulsioni    | Presenze              | Reti                  | Ammonizioni           | Espulsioni            | Presenze | Reti   | Ammonizioni | Espulsioni |
| -------------- | ----------- | ----------- | ----------- | ----------- | ----------------- | ----------------- | ----------------- | ----------------- | ------------- | ------------- | ------------- | ------------- | --------------------- | --------------------- | --------------------- | --------------------- | -------- | ------ | ----------- | ---------- |
| J. Aas         | 29          | 18          | 3           | 0           | 4                 | 5                 | 0                 | 0                 |               |               |               |               | 4                     | 1                     | 0                     | 0                     | 37       | 24     | 3           | 0          |
| G. Åsen        | 22          | 6           | 2           | 0           | 2                 | 1                 | 0                 | 0                 |               |               |               |               | 3                     | 0                     | 0                     | 0                     | 27       | 7      | 2           | 0          |
| E. Barli       | 27          | 0           | 1           | 0           | 3                 | 0                 | 0                 | 0                 |               |               |               |               | 4                     | 0                     | 0                     | 0                     | 34       | 0      | 1           | 0          |
| M. Bjørnstad   | 0           | 0           | 0           | 0           | 0                 | 0                 | 0                 | 0                 |               |               |               |               | 0                     | 0                     | 0                     | 0                     | 0        | 0      | 0           | 0          |
| M. Blakstad    | 17          | 4           | 0           | 1           | 3                 | 0                 | 0                 | 0                 |               |               |               |               | 4                     | 0                     | 1                     | 0                     | 24       | 4      | 1           | 1          |
| B. Bye         | 24          | 3           | 1           | 0           | 4                 | 0                 | 0                 | 0                 |               |               |               |               | 3                     | 0                     | 0                     | 0                     | 31       | 3      | 1           | 0          |
| K. Eek         | 22          | 0           | 2           | 0           | 4                 | 0                 | 1                 | 0                 |               |               |               |               | 4                     | 2                     | 0                     | 0                     | 30       | 2      | 3           | 0          |
| E. Gundersen   | 0           | 0           | 0           | 0           | 0                 | 0                 | 0                 | 0                 |               |               |               |               | 0                     | 0                     | 0                     | 0                     | 0        | 0      | 0           | 0          |
| R. Hopen       | 0           | 0           | 0           | 0           | 0                 | 0                 | 0                 | 0                 |               |               |               |               | 0                     | 0                     | 0                     | 0                     | 0        | 0      | 0           | 0          |
| A. Hurtic      | 0           | 0           | 0           | 0           | 0                 | 0                 | 0                 | 0                 |               |               |               |               | 0                     | 0                     | 0                     | 0                     | 0        | 0      | 0           | 0          |
| K. Løkberg     | 27          | 0           | 1           | 0           | 3                 | 0                 | 1                 | 0                 |               |               |               |               | 4                     | 1                     | 1                     | 0                     | 34       | 1      | 3           | 0          |
| M. Karlsen     | 16          | 1           | 1           | 0           | 1                 | 0                 | 0                 | 0                 |               |               |               |               | 1                     | 0                     | 0                     | 0                     | 18       | 1      | 1           | 0          |
| O. Kråkmo      | 4           | 0           | 0           | 0           | 1                 | 0                 | 0                 | 0                 |               |               |               |               | 0                     | 0                     | 0                     | 0                     | 5        | 0      | 0           | 0          |
| D. Krogstad    | 27          | 5           | 1           | 0           | 4                 | 2                 | 0                 | 0                 |               |               |               |               | 0                     | 0                     | 0                     | 0                     | 31       | 7      | 1           | 0          |
| E. Malmo       | 30          | 0           | 1           | 0           | 3                 | 0                 | 0                 | 0                 |               |               |               |               | 4                     | 0                     | 0                     | 0                     | 37       | 0      | 1           | 0          |
| I. Neeraas     | 0           | 0           | 0           | 0           | 0                 | 0                 | 0                 | 0                 |               |               |               |               | 0                     | 0                     | 0                     | 0                     | 0        | 0      | 0           | 0          |
| J. Øveraas     | 24          | 0           | 0           | 0           | 4                 | 0                 | 0                 | 0                 |               |               |               |               | 0                     | 0                     | 0                     | 0                     | 28       | 0      | 0           | 0          |
| C. Reginiussen | 4           | 0           | 0           | 0           | 0                 | 0                 | 0                 | 0                 |               |               |               |               | 4                     | 0                     | 0                     | 0                     | 8        | 0      | 0           | 0          |
| M. Reginiussen | 28          | 5           | 2           | 0           | 3                 | 0                 | 0                 | 0                 |               |               |               |               | 4                     | 0                     | 0                     | 0                     | 35       | 5      | 2           | 0          |
| C. Rismark     | 20          | 1           | 1           | 0           | 3                 | 0                 | 0                 | 0                 |               |               |               |               | 1                     | 0                     | 0                     | 0                     | 24       | 1      | 1           | 0          |
| K. Riksvold    | 3           | 0           | 0           | 0           | 1                 | 0                 | 0                 | 0                 |               |               |               |               | 0                     | 0                     | 0                     | 0                     | 4        | 0      | 0           | 0          |
| T. Rønning     | 30          | 3           | 2           | 0           | 4                 | 1                 | 0                 | 0                 |               |               |               |               | 4                     | 1                     | 1                     | 0                     | 38       | 5      | 3           | 0          |
| D. Serussi     | 0           | 0           | 0           | 0           | 0                 | 0                 | 0                 | 0                 |               |               |               |               | 0                     | 0                     | 0                     | 0                     | 0        | 0      | 0           | 0          |
| E. Sivertsen   | 3           | 0           | 0           | 0           | 1                 | 0                 | 0                 | 0                 |               |               |               |               | 4                     | 0                     | 2                     | 0                     | 8        | 0      | 2           | 0          |
| M. Stilson     | 27          | 1           | 1           | 0           | 4                 | 0                 | 0                 | 0                 |               |               |               |               | 4                     | 0                     | 0                     | 0                     | 35       | 1      | 1           | 0          |
| A. Tronseth    | 30          | 1           | 3           | 0           | 3                 | 0                 | 0                 | 0                 |               |               |               |               | 4                     | 0                     | 2                     | 0                     | 37       | 1      | 5           | 0          |